# Józef Bolcewicz
Józef Bolcewicz herbu Pogonia – cześnik wiłkomierski w latach 1792–1793, poseł powiatu wiłkomierskiego na sejm grodzieński (1793), członek konfederacji grodzieńskiej 1793 roku.